# Celia (nombre)
Celia es un nombre de pila, de origen etrusco en su variante en español, cuyo masculino sería Celio. Procede del etrusco celi (septiembre) y del latín "cælium" (cielo). En la antigua Roma existió la gens Cælia, fundada por el etrusco Celio Vibenna, que dio su nombre al Collis Cælius, la Colina de Celio de Roma (hoy Lateranense).
Según el Instituto Nacional de Estadística de España (INE), a fecha 01/01/2021 en España llevan el nombre de Celia: 52.856 mujeres, es usado en toda España, siendo más frecuente en las provincias de Segovia (0,41%), Ciudad Real (0,4007%), Soria (0,388%), Caceres (0,386%) y Lugo (0,385%).

## Variantes
Celina o Cilina (celestial), es una variante del nombre de Celia, y se sigue utilizando como diminutivo, aunque el más común es Celi.
En ocasiones el propio nombre de Celia, es utilizado como diminutivo de Celeste (que puede considerarse una variación) o de Cecilia.
| Variante(s) | Lengua                                      |
| ----------- | ------------------------------------------- |
| Celia       | Español, Inglés, Italiano, Polaco y Gallego |
| Cèlia       | Catalán                                     |
| Célia       | Francés y Portugués                         |
| Zelia       | Euskera                                     |
| Sheila      | Celta                                       |
| Silke       | Alemán                                      |
| Οὐρανία     | Griego                                      |
| Kūlani      | Hawaiano                                    |

## Santoral
- 17 de octubre: Santa Celia o Celina de Aquitania, virgen y mártir de Chartres (siglo I).
- 21 de octubre: Santa Celia o Celina de Laon, viuda y madre de San Remigio, fallecida en Asne (siglo VI).
- 21 de octubre: Santa Celia o Celina de Meaux (compañera de Úrsula de Colonia), virgen y mártir en Reims (siglo VI).
- 12 de julio: Santa María Celia Guérin, esposa de San Luis Martin y madre de Santa Teresa de Lisieux (siglo XIX).